# 뉴시스
뉴시스(Newsis)는 1995년 1월 16일에 세워진, 대한민국의 민영 뉴스 통신사(주식회사)로, 2001년 9월 3일에 《뉴시스 주식회사》로써 정식 등록 인가를 받았으며, 《공감언론》을 표방하고 있다.

## 역사
1,500여 현직기자들이 뉴스통신사의 복수경쟁체제를 지지하는 청원을 법원에 제출하는 등 과정을 거쳐 2001년 9월 정식 등록을 받았다. 대한민국 최대 민영 뉴스통신사로 2002년 2월 서비스를 시작했다.
2001년 12월, 당시 스포츠투데이(현재 폐간)의 사진부를 외주운영하며 사진통신사의 역할이 강했던 스포츠코리아와 합병하며, 언론사의 모습이 갖춰지기 시작했다.
2002년 2월, 대표이사 최해운을 비롯한 5인의 주요인물과 스포츠코리아 인원들이 협력해 취재시스템과 마케팅시스템을 구성하기 시작했다. 중학동 소재 경제통신사 건물에 위치했던 뉴시스는 충무로로 위치를 한차례 옮기고, 2008년 1월 기준으로 서울경제신문이 세들어 있는 충무로 건물로 이사를 하는 동시에 한편으로 편집국 내부에는 국제팀을 신설해 로이터 통신의 번역뉴스를 출고하기 시작한다. 사진부와 영상취재팀을 구성해 스포츠분야부터 사진과 영상취재클립을 시험출고했다.
2002년 3월, 뉴시스 전산실은 '원스톱취재출고' 전산시스템을 완성했고, 경력기자 중심으로 인력채용에 나서기 시작한다.
2002년 6월, 편집국 조각이 계속 이뤄지는 가운데 조중동을 포함한 10개 중앙언론사와 뉴스서비스 시범계약이 체결되고 실시간(사진출고후 계약언론사까지 6분만에 사진데이터 도달) 월드컵뉴스 공급으로 통신사 뉴스공급의 기틀을 마련했다.
2002년 7월, 편집국 경력기자와 공채를 통해 모집되었던 1기 기자들 주축으로 즉각 입성이 불가능한 서울 대신 수원에 사회부 경찰팀을 꾸린다. 이전에는 번역뉴스와 스포츠 국내사진과 영상 일변도였다.
2005년 11월, 창립자인 최해운 사장의 퇴진과 대주주였던 머니투데이(대표이사 박무)가 주식소각 결정을 승인한다.
이같은 결정으로 서울경제신문 사장 출신인 김서웅 대표이사와 동회사 감사 출신인 나진원, 당시 지역본부를 맡고 있었던 정인호, 박세복과 거액의 체불임금을 전액 주식출자한 사원지주(대표자격 이두영) 등이 뉴시스를 인수해 정상화 노력을 시작했다.
2006년 1월, 한국일보 전직 회장이었던 장재국 씨가 뉴시스를 인수해 대표이사 배기철, 나진원 체제로 새롭게 정비했다.
2014년 1월, 머니투데이 미디어 그룹에 합류했고 2015년 1월 제호 CI를 교체했다. 뉴시스는 평일 기준으로 하루 평균 약 9000 건의 외신기사와 2700건의 국내 기사와 사진을 생산한다. 본사에 150여 명, 지역본부에 150여 명의 취재기자가 속해 있다.
한편, 2006년 10월 종합시사주간지 뉴시스아이즈를 창간했다.

## 같이 보기
- 연합뉴스
- 뉴스1
- 교도통신
- 지지통신